# Antin Kuńko
Antin Kuńko, Antoni Kuńko, ukr. Антін Кунько (ur. 27 sierpnia 1874 w Czernielowie Ruskim (gm. Borki Wielkie, powiat tarnopolski), zm. po 1940 na zesłaniu w ZSRR) – ukraiński działacz społeczny, rolnik, poseł na Sejm Krajowy Galicji, członek Ukraińskiej Rady Narodowej Zachodnioukraińskiej Republiki Ludowej (ZURL), działacz UNDO, poseł na Sejm II kadencji.
Poseł do Sejmu Krajowego Galicji. W latach 1918–1919 członek Ukraińskiej Rady Narodowej (ZURL). W II Rzeczypospolitej jeden z najaktywniejszych działaczy Ukraińskiego Zjednoczenia Narodowo-Demokratycznego (UNDO). Członek Komitetu Centralnego UNDO, członek powiatowego Komitetu Narodowego na powiat tarnopolski. W wyborach parlamentarnych w 1928 wybrany na posła na Sejm RP II kadencji z listy nr 18 (Blok Mniejszości Narodowych) w okręgu wyborczym nr 54 (Tarnopol). Po rozwiązaniu Sejmu we wrześniu 1930 w czasie kampanii wyborczej przed wyborami do Sejmu i Senatu w listopadzie 1930 (tzw. „wyborami brzeskimi”) na krótko aresztowany. 9 maja 1931 przed sądem grodzkim w Tarnopolu rozpoczął się proces przeciwko niemu i Mykole Kuźmynowi oskarżonym o zorganizowanie nielegalnego wiecu. 22 sierpnia 1931 sąd uniewinnił obu oskarżonych.